# Pucará de La Compañía
El pucará del turó Gran de la Companyia és una fortalesa promauca, posteriorment utilitzada pels inques, situada al Turó Gran de la Compañía, comuna de Graneros, Xile.
La seua importància rau que és una de les edificacions més australs que es conserven de l'Imperi inca, juntament amb el pucará del Turó La Muralla, en la comuna de San Vicente de Tagua Tagua. És Monument històric de Xile.

## Història
Es poden identificar tres moments d'ocupació històrica del pucará:
1. Entre els s. XIV i XV, d'acord amb la datació arqueològica, s'hauria utilitzat el turó amb finalitats que semblen relacionar-se amb la resistència de la població local, promaucaes o picunxes, a la invasió inca.
2. La major part de les estructures i restes correspon a l'ocupació inca del turó, al s. XV i principis del XVI.
3. Novament la població indígena local tornà a usar per darrera volta la fortalesa, tractant de resistir-se a la invasió espanyola. Les notícies documentals d'aquest succés que apareixen en les antigues cròniques guiaren els arqueòlegs i permeteren ressituar el pucará en anys recents.

## Arquitectura

### Descripció
Els vestigis del pucará són les bases de 7 estructures de planta circular, una construcció major i altres edificacions annexes que poden ser llocs de vigilància. El cim pla del turó està encerclada, a més, de murs defensius perimetrals.

### Situació actual
El pucará del Turó Gran de la Compañía fou declarat Monument històric pel Decret núm. 119 de l'11 de març de 1992. Així i tot, aquestes restes no tenen un accés turístic adequat, cap control i cura per part de les autoritats.
Una actitud que denota el poc de respecte pel patrimoni arqueològic del pucará és l'existència d'una gran antena de telefonia cel·lular en un dels extrems del cim del turó. Els treballs d'instal·lació d'aquesta estructura, realitzats el 1997, inclogueren un camí i moviments de terra, que destruïren quatre metres d'un mur defensiu del monument.

## Galeria d'imatges

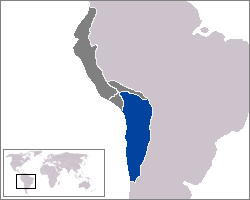
Límits del Collasuyu, el suyu inca on era el pucará
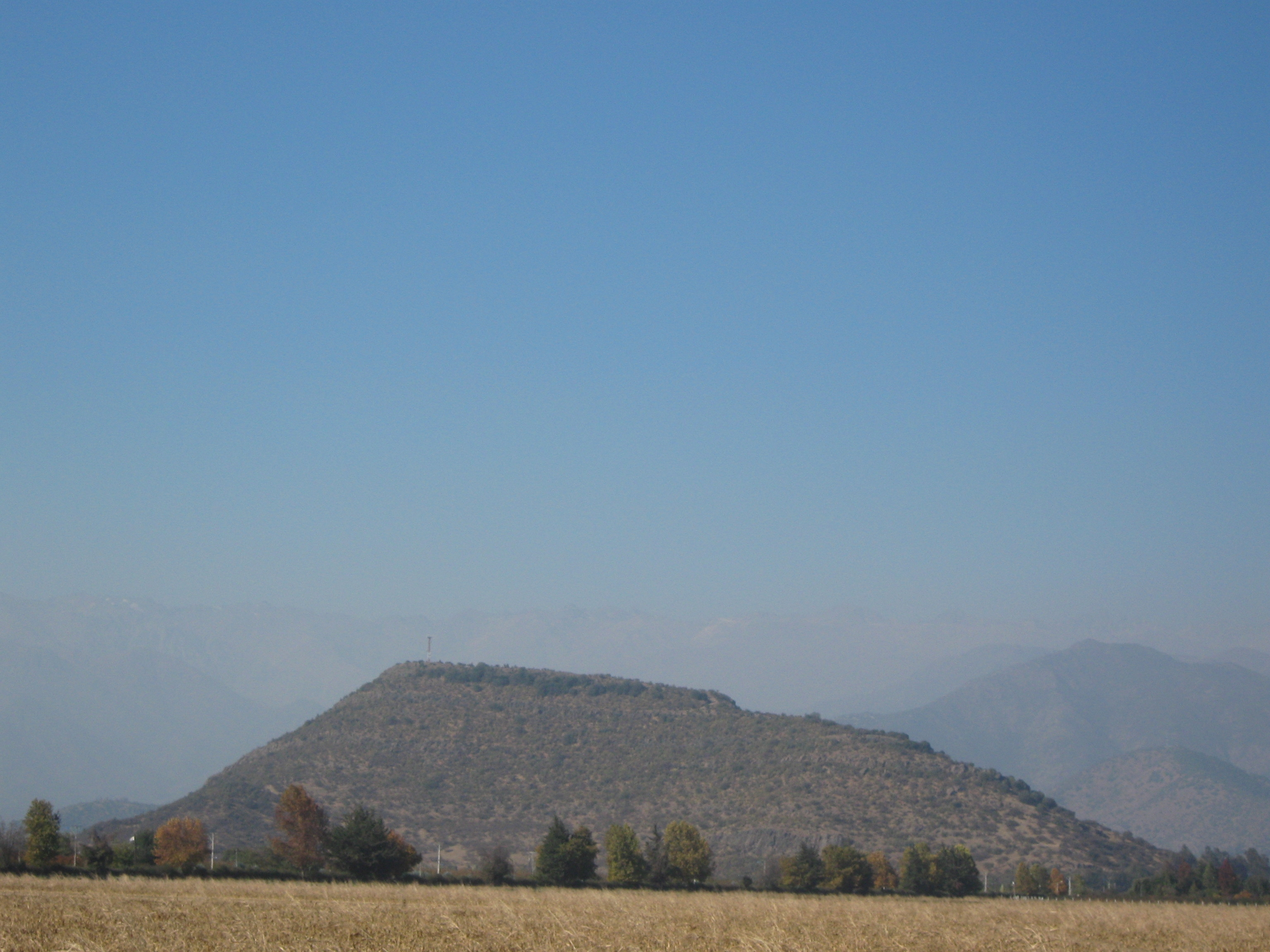
Turó Gran de la Compañía
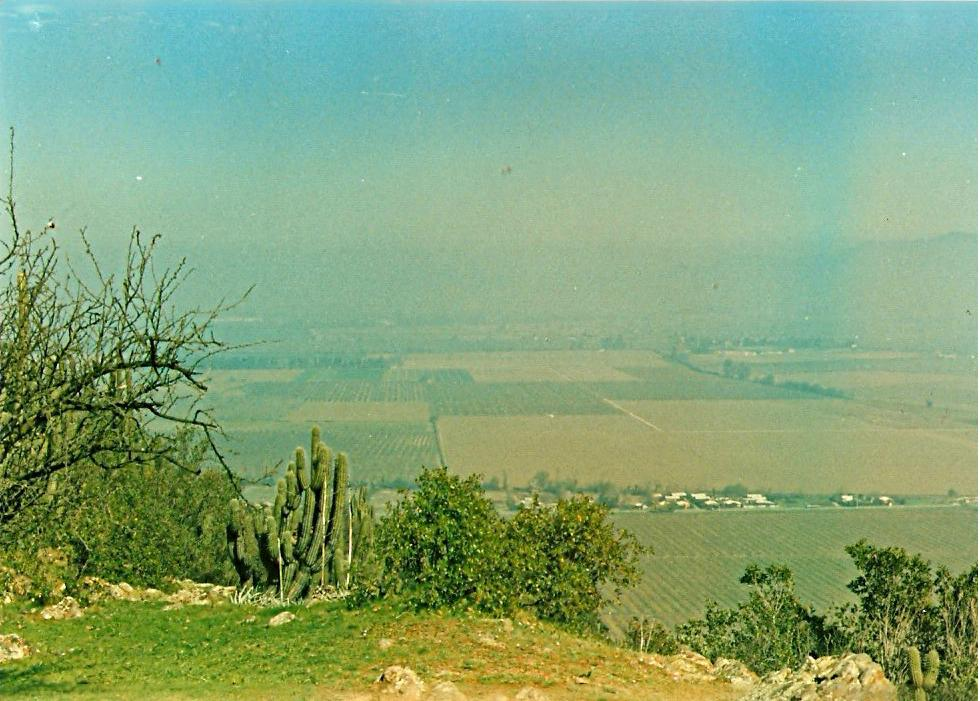
Vista des del Turó Gran de la Compañía